# Crespiatica
Crespiatica (lombardul: Crespiàdega) település Olaszországban, Lombardia régióban, Lodi megyében. Lakosainak száma 2178 fő (2023. január 1.). Crespiatica Abbadia Cerreto, Bagnolo Cremasco, Chieve, Dovera, Monte Cremasco, Vaiano Cremasco és Corte Palasio községekkel határos.

## Népesség
A település lakossága az elmúlt években az alábbi módon változott:
| Lakosok száma | 2258 | 2286 | 2178 |
|               | 2017 | 2018 | 2023 |